# 坊美希
坊 美希（ぼう みき、1985年9月10日 - ）は、日本のタレント、モデルである。広島県出身。広島女学院大学卒業。

## 略歴
学生時代から地元のモデルエージェンシー「クレア」に所属し、モデル・コンパニオン活動を行う。
2009年に『オトメキ』のオーディションに合格したのをきっかけに、広島ローカルのテレビ番組に多数出演。
2011年4月からは東京に活動拠点を移し、南香織プロデュースのレースクイーンユニット「sucre」（シュクレ）に「宮島美希」名義で参加。桃原美奈と共にSUPER GT500「MOLA」レースクイーンを務める。

## 概要
- 兄が2人いる。[3]
- 『オトメキ』では「TALK BAR」パートに出演。企画で青山高治アナと『キングオブコント』の広島予選にも参加した[4]。『アォーン!』では青山ゼミの学生役として出演。[5]

## 出演

### テレビ
- オトメキ （中国放送）（2008年4月30日 - 2009年3月18日）
- アォーン! （中国放送）（2009年4月17日 - 2011年3月17日）
- 恋のから騒ぎ 17期生（NTV）（2010年6月4日 - 2011年3月25日）